# اچ‌ام‌اس مگدالا (۱۸۷۰)
اچ‌ام‌اس مگدالا (۱۸۷۰) (به انگلیسی: HMS Magdala (1870)) یک کشتی دفاع ساحلی بود که طول آن ۲۲۵ فوت (۶۸٫۶ متر) بود. این کشتی در سال ۱۸۷۰ ساخته شد.